# Bari (etnia)

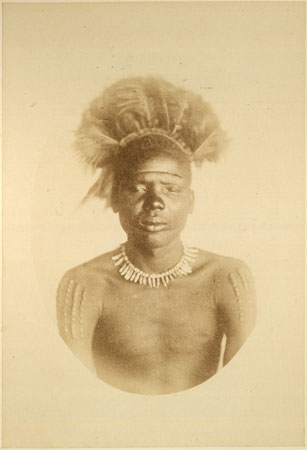
Retrato de un hombre de etnia bari.

No confundir con los motilones-barí, indígenas Americanos.

Bari es una etnia de Sudán del Sur que habitan la región de Lado,que no fue incluida hasta 1910 
El pueblo de los bari reclama la independencia para su territorio y se han reorganizado en su tradicional reino llamado Reino de Lado. La independencia fue oficialmente declarada el 1 de enero del 2000,pero no es internacionalmente reconocida.
- Datos: Q200453
- Multimedia: Bari people / Q200453